# Neoxabea meridionalis
Neoxabea meridionalis är en insektsart som beskrevs av Bruner, L. 1916. Neoxabea meridionalis ingår i släktet Neoxabea och familjen syrsor. Inga underarter finns listade i Catalogue of Life.